# Mechanize
Mechanize är det sjunde studioalbumet med bandet Fear Factory, släppt den 5 februari 2010. Det är det första albumet med Gene Hoglan på trummor och det första albumet med gitarristen Dino Cazares sedan lanseringen av albumet Digimortal som återförenades med bandet efter en försoning med frontmannen Burton C. Bell. Albumet såldes i 10 000 exemplar redan första veckan efter lanseringen.

## Bakgrund
I april 2009 meddelade frontmannen Burton C. Bell och före detta gitarristen Dino Cazares att förena deras vänskap och bildandet av ett nytt projekt med Fear Factory-basisten Byron Stroud och trummisen Gene Hoglan från Strapping Young Lad. Senare i april samma år visade sig att projektet blev en ny version av Fear Factory, utan före detta medlemmarna Christian Olde Wolbers och Raymond Herrera.
Den 2 februari 2010 släpptes den officiella musikvideon till låten "Fear Campaign" och räknas som deras första formella singel.
Låten "Final Exit" är en titel lånad från Derek Humphrys bok med samma namn, som behandlar ämnet med självvald dödshjälp.
Bonusspåren "Crash Test" är en nyinspelning från debutalbumet Soul of a New Machine från 1992. Bandet spelade även in en ny version av låten "Martyr" (också från debutalbumet) som finns på den japanska utgåvan av Mechanize och låten "Sangre de Niños" (från Concrete) som ännu inte har släppts.

## Låtlista
1. "Mechanize" - 4:41
2. "Industrial Discipline" - 3:38
3. "Fear Campaign" - 4:54
4. "Powershifter" - 3:51
5. "Christploitation" - 4:58
6. "Oxidizer - 3:44
7. "Controlled Demolition" - 4:25
8. "Designing The Enemy" - 4:55
9. "Metallic Division" - 1:30
10. "Final Exit" - 8:18

### Bonusspår på digipak
1. "Crash Test" (Nyinspelad) - 3:40

### Bonusspår på japansk utgåva
1. "Martyr" (Nyinspelad) - 4:20

### Bonus nerladdning
1. "Big God" (Demo 1991) - 1:48
2. "Self Immolation" (Demo 1991) - 2:55
3. "Soul Wound" (Demo 1991) - 2:38

De 3 demo-låtarna laddas ner från en interaktiv webbplats, då albumets digipakutgåva innehåller datortillgång.